# Петр Чех
Петр Чех (чеш. Petr Čech; Плзењ, 20. мај 1982) бивши је чешки фудбалер, који је играо на позицији голмана. Тренутно је у клубу Челси као технички саветник.
У својој каријери наступао је за Блшањ, Спарту, Рен, Челси и Арсенал.Један је од играча са највише наступа за репрезентацију Чешке са 124 одигране утакмице. Наступио је на Светском првенству 2006, као и на Европским првенствима 2004, 2008 и 2012. године. Изабран је у најбољи тим Европског првенства 2004. године, пошто је својој репрезентацији помогао да стигне до полуфинала. Чех је проглашен најбољим голманом Лиге шампиона у сезонама 2004/05., 2006/07. и 2007/08.. Поред тога FIFPro га је изабрао у најбољи тим Лиге шампиона за 2006. годину. Сматра се једним од најбољих и најпоштованијих голмана своје генерације
Челсију се прикључио 2004. године и уписо 486 званичних наступа за клуб. Тиме је постао шести играч по броју одиграних утакмица у историји клуба. Са Челсијем је освојио четири Премијер лиге, четири ФА купа, три Лига купа, а по једном је освајао Лигу Европе и Лигу шампиона.
Чех је власник неколико рекорда, укључујући и рекорд Премијер лиге за најмање одиграних утакмица довољних да упише 100 наступа без примљеног гола. Поред тога држи рекорд за највише одиграних утакмица без примљеног гола у историји Премијер лиге. Такође, власник је рекорда Прве лиге Чешке у којој није примио гол на 903 узастопна минута. Поред тога, играјући за Спарту у сезони 2001/02. био је несавладан 928 минута у свим такмичењима. Током сезоне 2004/05. Чех није примио гол 1025 минута и тако поставио рекорд Премијер лиге који је 27. јануара 2009. године оборио голман Манчестер јунајтеда Едвин ван дер Сар. Као голман са највише утакмица без примљеног гола освојио је Златну рукавицу Премијер лиге три пута: 2004/05., 2009/10. и 2013/14. Чех је власник клупског рекорда Челсија, као голман са највише одиграних утакмица на којима није примио гол (220 утакмица у свим такмичењима).

## Клупска каријера

### Почетак каријере
Рођен у Плзењу у Чехословачкој Чех је почео да игра Фудбал са седам година у Шкода Плзењу (касније познатом као Викторија Плзењ). На почетку, играо је као нападач, али је касније прешао на позицију голмана. У јуну 1999. године прикључио се Чешком прволигашу Блшању. У октобру 1999. године, дебитовао је са само 17 година у мечу против Спарте, у којем је његов тим поражен резултатом 3-1.
У јануару 2001. године, са 18 година, потписује уговор са Спартом на пет ипо година, али остаје у Блшању до краја сезоне 2000/01. У октобру 2001. Чех је оборио рекорд са највише одиграних минута без примљеног гола у Чешкој лиги, који је претходно држао Теодор Рајман. Његов рекордни низ завршио је 17. новембра 2001. године када га је савладао играч Бохемианса Марцел Мелецки. Рекорд који је поставио износ 903 минута без примљеног гола.
Иако није освојио титулу са Спартом, због добрих игара у репрезентацији Чешке, на пролеће 2002. године за њега су се интересовали многи енглески клубови, међу којима је био и Арсенал. Међутим, због потешкоћа око издавања радне визе, договор са "Тобџијама" је пропао.

### Рен
У јулу 2002. године Чех је прешао у француски клуб Рен. Потписао је четворогодишњи уговор, а висина трансфера износила је 5,5 милиона евра.
Током прве сезоне у француској L'Équipe га је наградио титулом играча утакмице у мечу против Пари Сен Жермена. У мају 2003. године, Рен је био при дну табеле, али је избегао испадање победом против Монпељеа у последњем колу.

### Челси
Челси је показао интересовање за Чеха у 2003. години. Њихов тадашњи менаџер Клаудио Ранијери, желео је да Чех учи од Карла Кудичинија. Челси је послао понуду за трансфер у јануару 2004. године. Иако је почетна понуда одбијена, Рен је на крају у фебруару пристао да прода Чеха за 7 милиона фунти. Чех је потписао петогодишњи уговор, који је ступио на снагу у јулу 2004. године и тако постао најскупљи голман у историји Челсија. Чехов трансфер у Челси, био је један од многих у Енглеској који су били под истрагом 2006. године, због могућих кршења права о трансферима играча. У извештају објављеном 2007. године, наводи се да није било доказа о нелегалним исплатама.

#### Сезона 2004/05.
Када је Чех стигао у Челси, Карло Кудичини је био први голман. Међутим, Кудичини је у припремном делу доживео повреду лакта, због које је Мурињо Чеха убацио у стартну поставу. Тако је Чех у својој првој сезони у новом тиму, постао први голман екипе. На свом дебију против Манчестер јунајтеда сачувао је мрежу, а његов тим је славио резултатом 1-0.
Дана 5. марта 2005. године Чех је поставио нови рекорд Премијер лиге, сачувавши своју мрежу на 1025 узастопних минута. Овај рекорд је касније срушио голман Манчестер јунајтеда Едвин ван дер Сар. Чехову рекордну серију прекинуо је играч Норич ситија Леон Макензи и тако савладао Чеха који није примио гол још од 12. децембра 2004. године и меча са Арсеналом када га је савладао Тијери Анри. Награђен је специјалном наградом Премијер лиге за постављање новог рекорда, као и златном рукавицом на крају сезоне 2004/05. као награду за 21. утакмицу без примљеног гола. Његов тим примио је само 15 голова током целе ceзоне и тако поставио нови рекорд лиге.

#### Сезона 2005/06.
Челси је освојио титулу Премијер лиге у сезони 2005/06., а Чех је одиграо 34 лигашких мечева. Челси је током сезоне примио само 22 гола. У јануару 2006. године Међународни завод са историју и статистику фудбала, прогласио га је најбољим голманом Света за 2005. годину. У фебруару 2006. године потписао је продужетак уговора за још две године и тако обезбедио уговор са клубом до 2010. године. Такође, први пут у каријери проглашен је за најбољег фудбалера Чешке.

#### Сезона 2006/07.
Дана 27. јуна 2006. године Чех је имао мању операцију рамена, како би санирао повреду која га је мучила претходне сезоне. Вратио се на терен 27. августа 2006. године.

##### Повреда главе
Чех је доживео повреду главе у мечу против Рединга 14. октобра 2006. године. Он се сударио са играчем средине Рединга, Стивеном Хантом у казненом простору Челсија, на самом почетку утакмице. Хант је десним коленом ударио Чеха у главу, због чега су лекари морали да му укажу помоћ. Чех је изнесен са терена неколико минута касније, а на голу га је заменио Карло Кудичини, који је такође остао без свести приликом једног судара, касније у току утакмице. Капитен екипе Џон Тери бранио је остатак утакмице. Чех је доживео фрактуру лобање, због чега је морао бити оперисан. Несвесни колико је ситуација на почетку била била озбиљна, лекари су касније изјавили да је повреда умало коштала Чеха живота и да ће као последицу судара патити од јаких главобоља.
Челсијев тренер Жозе Морињо кривио је Ханта за повреду, тврдећи да је његов старт био "срамотан". Такође критиковао је и службу хитне помоћи, као и судију Мајка Рајлија. Велики број коментатора, као и садашњих и бивших голмана искористило је повреду да укаже на потребу голмана да имају бољу заштиту током утакмица.
Чех је успео да се врати кући 24. октобра 2006. године и да учествује на лаганом тренингу те недеље. Међутим у Челсију су изјавили да голман неће играти 3 месеца, позивајући се на извештаје и прогнозе лекара о времену које је потребно да се у потпуности залечи фрактура лобање. У интервјуу за новине, Чех је изјавио да се не сећа како је дошло до повреде.

## Трофеји

### Челси
- Премијер Лига (4) : 2004/05, 2005/06, 2009/10, 2014/15.
- ФА куп (4) : 2006/07, 2008/09, 2009/10, 2011/12.
- Лига куп (3) : 2004/05, 2006/07, 2014/15.
- Комјунити шилд (2) : 2005, 2009.
- Лига шампиона (1) : 2011/12.
- Лига Европе (1) : 2012/13.

### Арсенал
- ФА куп (1) : 2016/17
- Комјунити шилд (2) : 2015, 2017